# Campionati italiani di duathlon 1994
I campionati italiani di duathlon 1994 organizzati dalla Federazione Italiana Triathlon si tennero il 17 ottobre 1994 a Roma, a cura dell'A.S.D. Triathlon Ostia, club sportivo del litorale capitolino.
Tra gli uomini vinse Maurizio Medri (Romagna Triathlon), mentre la gara femminile fu appannaggio di Fiddy Remondini (Irondelta Tri Prom).

## Risultati

### Élite uomini
| Pos. | Atleta              | Società sportiva      | Corsa    | Bici     | Corsa    | Totale   |
| ---- | ------------------- | --------------------- | -------- | -------- | -------- | -------- |
|      | Maurizio Medri      | Romagna Triathlon     | 00:22:29 | 00:00:00 | 01:14:22 | 01:14:22 |
|      | Martin Matula       | Lazio Triathlon       | 00:22:51 | 00:00:00 | 01:15:12 | 01:15:12 |
|      | Umberto Guidetti    | Tobacco Museum        | 00:22:08 | 00:00:00 | 01:15:54 | 01:15:54 |
| 4    | Maurizio De Ponte   | Feder Club Trieste    | 00:21:58 | 00:00:00 | 01:17:15 | 01:17:15 |
| 5    | Walter Carnovali    | Triathlon Novara      | 00:22:22 | 00:00:00 | 01:17:44 | 01:17:44 |
| 6    | Tiziano Favaron     | Clf Gabbi T/D Club    | 00:22:28 | 00:00:00 | 01:18:14 | 01:18:14 |
| 7    | Fabrizio Ferraresi  | Happidea Triathlon    | 00:23:08 | 00:00:00 | 01:18:19 | 01:18:19 |
| 8    | Danilo Palmucci     | Anzio Triathlon       | 00:23:10 | 00:00:00 | 01:18:39 | 01:18:39 |
| 9    | Stefano Mainetti    | Triathlon Club Milano | 00:21:57 | 00:00:00 | 01:18:43 | 01:18:43 |
| 10   | Alessandro Bottoni  | Lazio Triathlon       | 00:22:45 | 00:00:00 | 01:18:45 | 01:18:45 |
| 11   | Alessandro Rastello | Torino Triathlon      | 00:22:54 | 00:00:00 | 01:18:51 | 01:18:51 |
| 12   | Vincenzo Grenga     | Lazio Triathlon       | 00:23:33 | 00:00:00 | 01:18:57 | 01:18:57 |
| 13   | Gianluca Giardini   | Clf Gabbi T/D Club    | 00:24:06 | 00:00:00 | 01:19:00 | 01:19:00 |
| 14   | Klaus Runer         | Läufer Club Bozen     | 00:24:14 | 00:00:00 | 01:19:02 | 01:19:02 |
| 15   | Fabio Terzoni       | CUS Parma             | 00:22:12 | 00:00:00 | 01:19:16 | 01:19:16 |
| 16   | Matteo Mormorunni   | Anzio Triathlon       | 00:23:57 | 00:00:00 | 01:19:17 | 01:19:17 |
| 17   | Giovanni Bertagnin  | Triathlon Club Milano | 00:23:07 | 00:00:00 | 01:19:23 | 01:19:23 |
| 18   | Andrea Babini       | Romagna Triathlon     | 00:24:29 | 00:00:00 | 01:19:29 | 01:19:29 |
| 19   | Marco Roncuzzi      | Romagna Triathlon     | 00:23:41 | 00:00:00 | 01:19:31 | 01:19:31 |
| 20   | Claudio Cecchetti   | Triathlon Novara      | 00:23:12 | 00:00:00 | 01:19:33 | 01:19:33 |

### Élite donne
| Pos. | Atleta               | Società sportiva      | Corsa    | Bici     | Corsa    | Totale   |
| ---- | -------------------- | --------------------- | -------- | -------- | -------- | -------- |
|      | Fiddy Remondini      | Irondelta Tri Prom    | 00:26:21 | 00:00:00 | 01:26:24 | 01:26:24 |
|      | Silvia Riccò         | Pol. Galileo          | 00:26:55 | 00:00:00 | 01:30:19 | 01:30:19 |
|      | Manuela Ianesi       | Läufer Club Bozen     | 00:26:15 | 00:00:00 | 01:31:18 | 01:31:18 |
| 4    | Paola Vignati        | Cicli Borga           | 00:25:55 | 00:00:00 | 01:31:44 | 01:31:44 |
| 5    | Paola Lenzi          | Imola Nuoto           | 00:27:36 | 00:00:00 | 01:31:49 | 01:31:49 |
| 6    | Monica Tardo         | Anzio Triathlon       | 00:27:32 | 00:00:00 | 01:32:50 | 01:32:50 |
| 7    | Francesca Rotondi    | Triathlon Ostia       | 00:28:36 | 00:00:00 | 01:33:51 | 01:33:51 |
| 8    | Alessandra Brunelli  | Anzio Triathlon       | 00:30:04 | 00:00:00 | 01:35:06 | 01:35:06 |
| 9    | Laura Berretta       | Pol. Galileo          | 00:30:08 | 00:00:00 | 01:35:48 | 01:35:48 |
| 10   | Claudia Vacchi       | Arcoveggio            | 00:29:15 | 00:00:00 | 01:36:11 | 01:36:11 |
| 11   | Cristana Castagnola  | Clf Gabbi T/D Club    | 00:28:17 | 00:00:00 | 01:36:34 | 01:36:34 |
| 12   | Barbara Perbellini   | Hole Valley Racing    | 00:29:59 | 00:00:00 | 01:37:41 | 01:37:41 |
| 13   | Alma Chierici        | Pol. Galileo          | 00:29:33 | 00:00:00 | 01:40:43 | 01:40:43 |
| 14   | Luisa Cilli          | Teramo Triathlon Team | 00:30:58 | 00:00:00 | 01:42:00 | 01:42:00 |
| 15   | Judith Nieder Wanger | Läufer Club Bozen     | 00:32:48 | 00:00:00 | 01:43:41 | 01:43:41 |
| 16   | Daniela Ianesi       | Läufer Club Bozen     | 00:31:55 | 00:00:00 | 01:43:49 | 01:43:49 |
| 17   | Rosella Di Dionisio  | Lake Tri-C.Roma       | 00:27:25 | 00:00:00 | 01:44:05 | 01:44:05 |
| 18   | Viviana Peiretti     | Anzio Triathlon       | 00:32:38 | 00:00:00 | 01:45:44 | 01:45:44 |
| 19   | Lucilla D'Errico     | Triathlon Ostia       | 00:30:34 | 00:00:00 | 01:46:35 | 01:46:35 |
| 20   | Tiziana Rocca        | All Stars Napoli      | 00:30:37 | 00:00:00 | 01:46:43 | 01:46:43 |